# 덕혜옹주 (영화)
《덕혜옹주》는 권비영의 동명의 소설을 원작으로 한 2016년 하반기에 개봉한 박해일, 손예진 주연 대한민국의 픽션영화이다. 조선의 마지막 황녀 덕혜옹주와 그녀를 지키고자 했던 사람들의 이야기를 다루고 있다.
작가 권비영의 표절 논란과 덕혜옹주의 독립운동 사실여부에 대한 논란이 있었다.

## 줄거리
1925년, 일제강점기의 한반도에서 13세의 덕혜옹주는 조선의 마지막 옹주로, 일본으로 강제 이주하여 학교를 다니게 된다. 그녀는 고국을 그리워하며, 학업을 마친 후 여러 차례 귀국을 시도하지만 친일파 장군 한택수에 의해 저지된다. 어느 날, 그녀는 한국의 독립운동에 참여하고 있는 일본 제국 육군 장교이자 어린 시절 친구인 김장한과 재회한다. 김장한은 덕혜와 그녀의 오빠인 의민태자를 대한민국 임시정부가 있는 상하이로 옮기기 위한 비밀 작전을 계획한다. 그러나 한택수가 이 계획을 알아내면서 시도는 실패하고, 덕혜와 김장한은 헤어져 연락이 끊긴다. 덕혜는 1931년 소 다케유키 백작과 강제 결혼을 하고, 다음 해 딸을 낳은 후 조현병이 발병한다. 김장한은 신문 기자가 되어, 헤어진 지 수십 년 만에 일본의 한 정신병원에서 덕혜를 찾아낸다. 그는 대한민국 정부를 설득하여 덕혜의 귀국을 허락받게 하고, 1962년 덕혜는 마침내 고국으로 돌아올 수 있게 된다.

## 출연진
- 손예진 - 덕혜옹주 역
  - 신린아 - 어린 덕혜옹주 (5세) 역
  - 김소현 - 소녀 덕혜옹주 (13세) 역
- 박해일 - 김장한 역
  - 이효제 - 어린 김장한 역
  - 여회현 - 소년 김장한 역
- 라미란 - 복순 역
- 정상훈 - 복동 역
- 안내상 - 김황진 역
- 토다 나호 - 이방자 역
- 윤제문 - 한택수 역
- 박주미 - 귀인 양씨 역
- 박수영 - 영친왕 역
- 김영춘 - 영친왕 청년 역
- 김재욱 - 소 다케유키 역
- 이채은 - 소 마사에 역
- 이세나 - 서경신 역
- 김승훈 - 박 의장 역
- 도용구 - 요시다 역
- 아키바 리에 - 마츠자와 정신병원 간호사 역
- 이승진 - 학우회 김익배 역
- 금새록 - 학우회 박주옥 역
- 장세현 - 학우회 회장 역
- 류 다이스케 - 보육원 관료 야마다 역
- 박성택 - 기원절 총리대신 와타베 역
- 이황의 - 이완용 역
- 정세형 - 이건 역
- 안상우 - 순종 역
- 송서하 - 순정효황후 역
- 김주황 - 황실 사진사 역
- 김광현 - 박의장 비서실장 역
- 한창현 - 야메요코 안내군인 역
- 곽자형 - 귀국선 심사관 역
- 송봉근 - 터널 요원 역
- 김연정 - 상궁 역
- 오혜원
- 야마노우치 타스쿠 - 다이토중공업 사회자 역
- 남상지 : 보육원 여교사 역
- 백윤식 - 고종 황제 역 (특별출연)
- 김대명 - 김봉국 역 (특별출연)
- 고수 - 이우 역 (특별출연)
- 신신애 - 한글학교 교장 역 (특별출연)
- 김기천 - 박귀정 역 (특별출연)
- 김인우 - 기원절 사회자 역 (특별출연)

## 수상
- 2016년 제37회 청룡영화상 청정원 인기스타상 - 손예진
- 2016년 제3회 한국영화제작가협회상 여우주연상 - 손예진
- 2016년 제53회 대종상 여우주연상 - 손예진
- 2016년 제53회 대종상 여우조연상 - 라미란
- 2016년 제53회 대종상 의상상 - 권유진, 임승희
- 2016년 제53회 대종상 음악상 - 최용락, 조성우
- 2017년 제8회 올해의 영화상 여우주연상 - 손예진
- 2017년 제8회 올해의 영화상 여우조연상 - 라미란
- 2017년 제1회 한국시나리오제작가협회상 남우주연상 - 박해일
- 2017년 제53회 백상예술대상 영화부문 여자 최우수연기상 - 손예진
- 2017년 제37회 황금촬영상 감독상 - 허진호
- 2017년 제37회 황금촬영상 최우수 남우주연상 - 박해일